# Thomas Castella
Thomas Castella (Friburgo, 30 giugno 1993) è un calciatore svizzero, portiere del Losanna.

## Carriera

### Club
Cresciuto nel settore giovanile del Neuchâtel Xamax, nel 2012 viene acquistato dal Losanna, diventando il portiere titolare dalla stagione 2014-2015. Il 13 giugno 2017, in scadenza di contratto, prolunga fino al 2019.

### Nazionale
Ha giocato nella nazionale svizzera Under-19.

## Statistiche

### Presenze e reti nei club
Statistiche aggiornate al 31 dicembre 2017.
| Stagione        | Squadra         | Campionato      | Campionato | Campionato | Coppe nazionali | Coppe nazionali | Coppe nazionali | Coppe continentali | Coppe continentali | Coppe continentali | Altre coppe | Altre coppe | Altre coppe | Totale | Totale | Totale |
| Stagione        | Squadra         | Comp            | Pres       | Reti       | Comp            | Pres            | Reti            | Comp               | Pres               | Reti               | Comp        | Pres        | Reti        | Pres   | Reti   |        |
| --------------- | --------------- | --------------- | ---------- | ---------- | --------------- | --------------- | --------------- | ------------------ | ------------------ | ------------------ | ----------- | ----------- | ----------- | ------ | ------ | ------ |
| 2012-2013       | Losanna         | SL              | 0          | 0          | CS              | 0               | 0               | -                  | -                  | -                  | -           | -           | -           | 0      | 0      |        |
| 2013-2014       | Losanna         | SL              | 0          | 0          | CS              | 0               | 0               | -                  | -                  | -                  | -           | -           | -           | 0      | 0      |        |
| 2014-2015       | Losanna         | CL              | 27         | -44        | CS              | 0               | 0               | -                  | -                  | -                  | -           | -           | -           | 27     | -44    |        |
| 2015-2016       | Losanna         | CL              | 23         | -27        | CS              | 0               | 0               | -                  | -                  | -                  | -           | -           | -           | 23     | -27    |        |
| 2016-2017       | Losanna         | SL              | 26         | -40        | CS              | 0               | 0               | -                  | -                  | -                  | -           | -           | -           | 26     | -40    |        |
| 2017-2018       | Losanna         | SL              | 19         | -36        | CS              | 3               | -3              | -                  | -                  | -                  | -           | -           | -           | 22     | -39    |        |
| Totale Losanna  | Totale Losanna  | Totale Losanna  | 95         | -147       |                 | 3               | -3              |                    | -                  | -                  |             | -           | -           | 98     | -150   |        |
| Totale carriera | Totale carriera | Totale carriera | 95         | -147       |                 | 3               | -3              |                    | -                  | -                  |             | -           | -           | 98     | -150   |        |

## Palmarès

### Club

#### Competizioni nazionali
- Challenge League: 2

Losanna: 2015-2016, 2019-2020